# Manoir de Sainte-Tréphine
Le manoir de Sainte-Tréphine est un édifice situé à Pontivy en France.

## Localisation
Le manoir est situé sur le territoire de la commune de Pontivy, au lieu-dit Sainte-Tréphine, dans le département du Morbihan en région Bretagne.

## Description
Le manoir date des XVIe et XVIIe siècles. Édifice à un étage carré construit en moellons de granite,  toiture à longs pans couverte d'ardoises ; pignon couvert et découvert ; appentis massé brisé. Escalier demi-hors-œuvre ; escalier à vis sans jour.

## Historique
Logis de plan masse et pourvu d'un pigeonnier pouvant dater de la deuxième moitié du XVIe siècle ; second logis en équerre au sud et étable dans l'alignement à l'est pouvant dater du XVIIe siècle ; puits portant la date 1725 ; grange portant la date 1870, logis et puits détruits après inventaire.
Le manoir est inscrit à l'inventaire général du patrimoine culturel.